# فرار نیمه‌شب
گریز نیمه‌شب (به انگلیسی: Midnight Run) یک فیلم سینمایی آمریکایی در ژانر پلیسی محصول سال ۱۹۸۸ به کارگردانی مارتن برست است. در این فیلم بازیگرانی همچون رابرت دنیرو، چارلز گرودین، یافت کوتو، جان اشتون، دنیس فارینا، جو پانتولیانو، جک کهو، وندی فیلیپس، فیلیپ بیکر هال، تام مک‌کلیستر ایفای نقش کرده‌اند.

## داستان
جک والش، پلیس سابق شیکاگو که حالا به عنوان جایزه‌بگیر برای ادی مسکان کار می‌کند، مأموریت می‌یابد تا حسابداری به نام جاناتان دوک مردوکاس را بیابد. دوک، پانزده میلیون دلار از جیمی سرانو، عضو اصلی مافیا، اختلاس کرده و بعدتر این پول را به یک سازمان خیریه بخشیده و گریخته‌است...